# Гайсслер, Инес
Инес Гайсслер(-Каулфусс) (нем. Ines Geißler (-Kaulfuss); род. 16 февраля 1963, Мариенберг, Карл-Маркс-Штадт) — восточно-германская пловчиха, чемпионка и призёр соревнований «Дружба-84», чемпионатов Европы и мира, чемпионка летних Олимпийских игр 1980 года в Москве, рекордсменка Европы и мира.

## Карьера
На Олимпиаде в Москве выступала в плавании на 800 метров вольным стилем и 200 метров баттерфляем. В первой дисциплине заняла 7-е место. В баттерфляе стала чемпионкой с олимпийским рекордом 2:10,44 с, опередив свою соотечественницу Сибилу Шёнрок (2:10,45 с) и австралийку Мишель Форд (2:11,66 с).

### Рекорды
Установила ряд рекордов Европы и мира. Рекорды Европы и мира:
- комбинированная эстафета 4×100 метров:
  - 4:05,88 (6 августа 1982 года, Гуаякиль);
  - 4:05,79 (26 августа 1983 года, Рим);
  - 4:03,69 (24 августа 1984 года, Москва).

Европейские рекорды:
- плавание на 200 метров баттерфляем:
  - 2:08,97 (1 июля 1981 года, Берлин);
  - 2:08,50 (8 сентября 1981 года, Сплит);
  - 2:08,03 (19 июня 1983 года, Гера).